# Le Morge
Le Morge is een plaats (frazione) in de Italiaanse gemeente Torino di Sangro.